# Combat de l'Alliance et de la Sybil
Guerre d'indépendance des États-Unis
Batailles
Le combat de l'Alliance et de la Sybil  est une bataille navale livrée le 10 mars 1783, au large de la Floride, entre Palm Beach et le cap Canaveral, pendant la guerre d'indépendance américaine (1775-1783).

## La bataille
Deux navires américains en provenance de La Havane, la frégate Alliance de 36 canons, commandée par le capitaine John Barry, et le Duc de Lauzun (20 canons), commandé par le capitaine John Green, ce dernier bâtiment transportant un chargement de 72 000 dollars espagnols en argent, rencontrent inopportunément deux frégates de la Royal Navy : la Sybil (capitaine James Vashon, 22 canons) et l’Alarm (capitaine Charles Cotton, 32 canons) et un sloop de guerre, le HMS Tobago (capitaine George Martin). Compte tenu à la fois de la disparité numérique et de la précieuse cargaison du Duc de Lauzun, les Américains tentent d’éviter l’affrontement et cherchent le salut dans la fuite. Les navires britanniques les prennent en chasse lorsqu’apparaît une voile à l’horizon. L’Alarm et le Tobago se dirigent dans sa direction pour reconnaître sa nationalité tandis que la Sybil continue la poursuite. John Barry décide de la combattre afin de laisser le temps au Duc de Lauzun de fuir. La bataille dure trois quarts d’heure et se termine par la défaite de la frégate britannique qui, gravement avariée, est contrainte de battre en retraite. Quoique la voile mystérieuse ait disparu, les deux autres navires britanniques renoncent à livrer bataille et rejoignent la Sybil.
Cette bataille est le dernier combat naval du conflit livré dans les eaux américaines (Français et Anglais s'affronteront encore sur mer, mais en Inde).

## Sources
- Guy Le Moing, Les 600 plus grandes batailles navales de l'histoire, Marines Éditions, 2011,  (ISBN 978-2-35743-077-8)
- Trevor Nevitt Dupuy, The military history of revolutionary war naval battles, édition Franklin Watts, New York, 1970.
- Jack Sweetman, American naval history, Naval Institute Press, Annapolis, Maryland, 1991,  (ISBN 1557507856)